# Thérésa (chanteuse)
Désirée Emma Valladon, dite Thérésa, née à La Bazoche-Gouet (Eure-et-Loir) le 7 septembre 1836 et morte à Neufchâtel-en-Saosnois (Sarthe) le 14 mai 1913, est une chanteuse de cabaret française. Surnommée par certains « la muse de la voyoucratie » et « la diva du ruisseau » en raison de ses origines modestes, elle est considérée comme l'une des artistes à qui l'on doit la naissance de l'Industrie du spectacle en France.

## Biographie

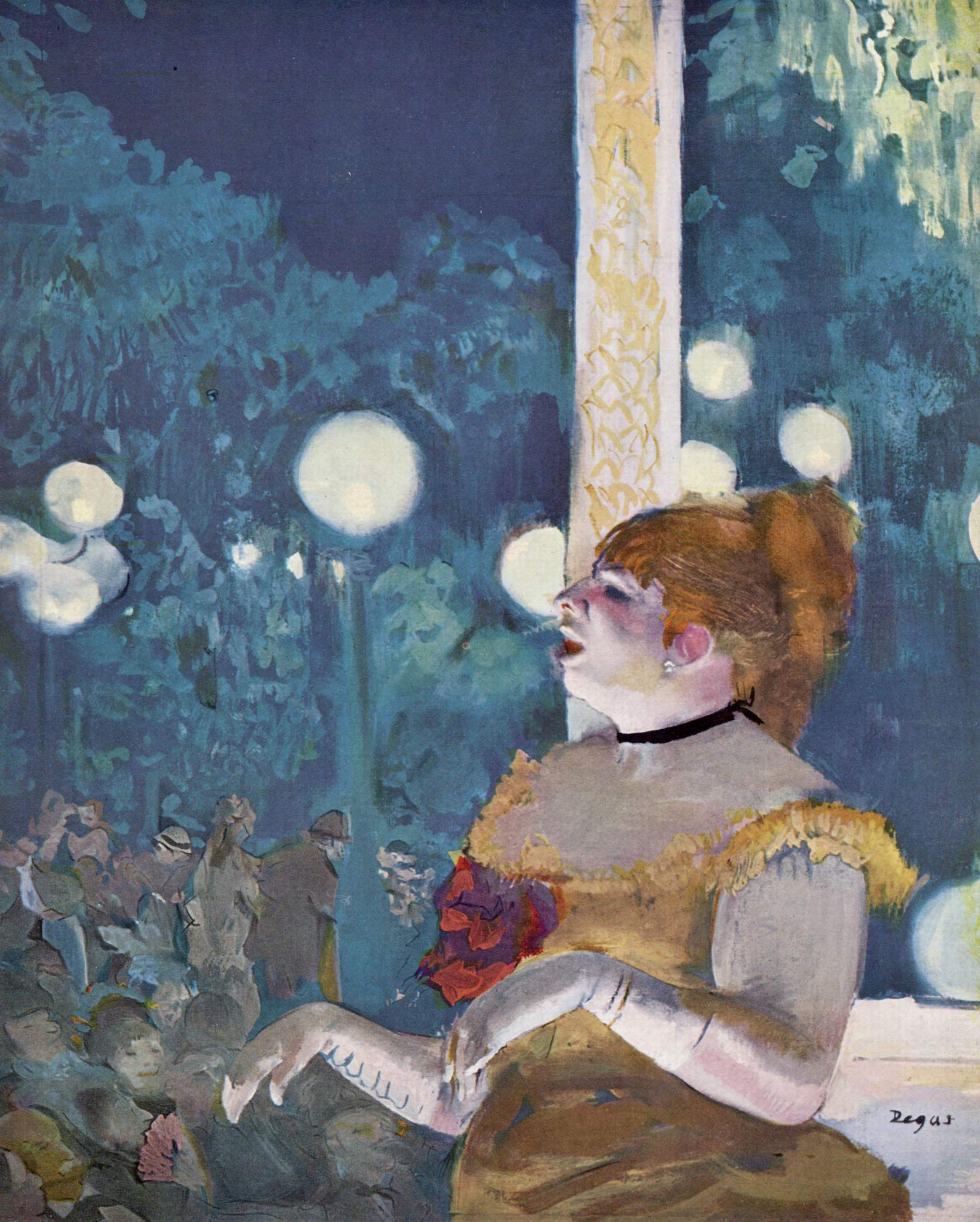
La Chanson du chien. Portrait par Degas (vers 1876).

Fille d'un musicien parisien du quartier du Marais, mais née dans le Perche chez un oncle tailleur d'habits, elle devient apprentie modiste dès l'âge de 12 ans. À 19 ans, elle commence à se produire dans plusieurs café-concerts parisiens.
Elle se fait connaître vers 1863 lorsqu'elle prend le nom de Thérésa. Elle devient alors une égérie parisienne. Elle se produit au Théâtre de la Porte-Saint-Martin et au cabaret L'Alcazar. Elle chante à la cour de Napoléon III et dans les cours européennes. Elle participe également à des opérettes d'Offenbach et se produit pour Gounod. 
Et dans des operettes de Hervé a l'Eldorado. Une partie de la presse de l'époque, en particulier par la voix de Jules Barbey d'Aurevilly, ne cesse de faire l'éloge de son talent, tandis que d'autres crient au scandale en raison des origines vulgaires de sa naissance[pas clair]. Elle se produit également au théâtre, mais se fait apprécier surtout pour ses chansons populaires. Elle est comparée par certains à Sarah Bernhardt, qui se fit connaître à la même époque. 
Elle fut l'une des premières artistes à générer une agitation médiatique autour d'elle et fut précurseur des « produits dérivés ». C'est avec Thérésa qu'advinrent les premiers cachets mirifiques et que naquirent les rivalités entre producteurs.[réf. souhaitée]
Elle est mentionnée dans l'opéra-bouffe d'Offenbach, La vie parisienne : « Je veux, moi, dans la capitale / Voir les divas qui font fureur / Voir la Patti dans don Pasquale /Et Thérésa dans le Sapeur ! ». Elle fut l'une des deux femmes membres de la Société du caveau. Emma Valladon a laissé des Mémoires. 
Sa tombe se trouve au cimetière du Père-Lachaise à Paris (division 35).

## Portrait par le journalisteTouchatoutdansle Trombinoscope
« Thérésa possède, toute originalité à part, les qualités les plus précieuses : la voix est franche, rustique, et d'une émission parfaite ; la prononciation est une merveille de netteté et la bonne humeur communicative de l'artiste est incomparable. Ce qui a fait pousser les hauts cris à ses détracteurs est moins imputable à Thérésa qu'à d'autres causes dont il faut tenir compte : Thérésa, à quelques exceptions près, a exploité un répertoire navrant, déplorable. À qui la faute ? Au goût public qui était ce qu'il pouvait être à une époque malsaine, où tout étant pourri en haut, rien ne pouvait vibrer en bas. Thérésa a été l'artiste populaire autant que le goût du jour le lui permettait. Si son auditoire, au lieu de lui imposer les malpropretés qui suintent sous les bas empires, avait exigé d'elle qu'elle n'interprétât que des œuvres propres, rustiques et fortes, elle eût été bien plus complètement la grande artiste du peuple [...]. Au physique, Thérésa est bien la femme que l'on pourrait se figurer en l'écoutant les yeux fermés. Le regard est franc, le visage épanoui, l'air gouailleur, la bouche large. [...] Thérésa a fait école. Beaucoup de grues ont cherché à l'imiter ; mais il est arrivé ce qui arrive toujours en pareil cas ; elles ne sont arrivées qu'à copier ses défauts, et ont créé l'ère funeste des PRIMA-GUEULA de la chope. »

## Caricatures

Caricatures de Thérésa
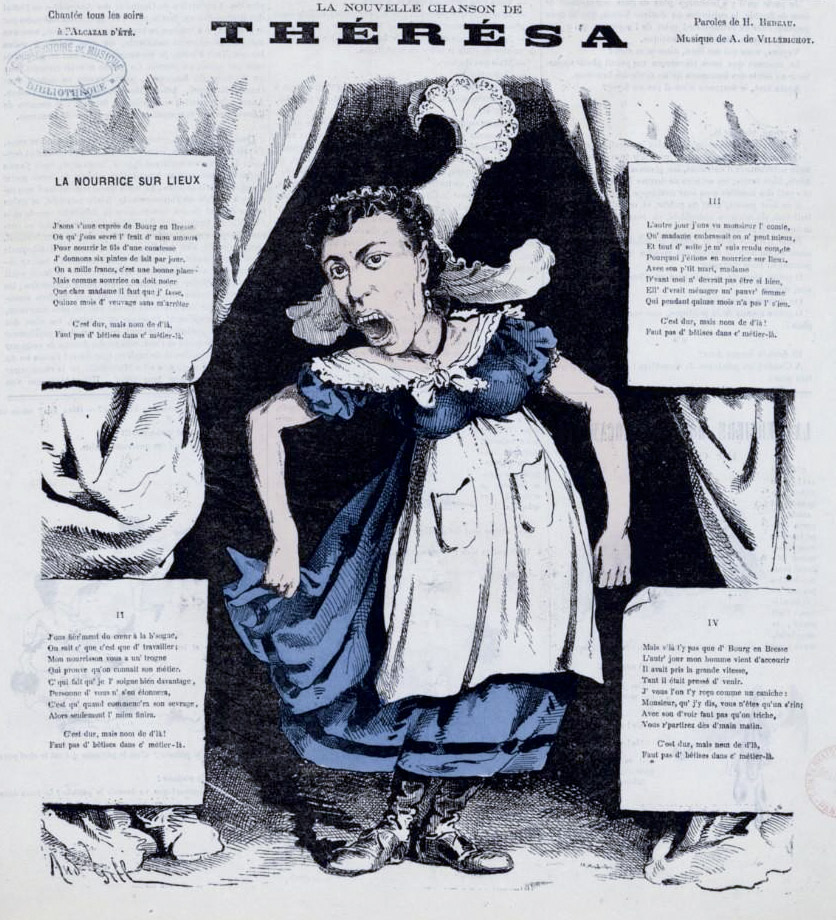
Caricature par André Gill (1866).
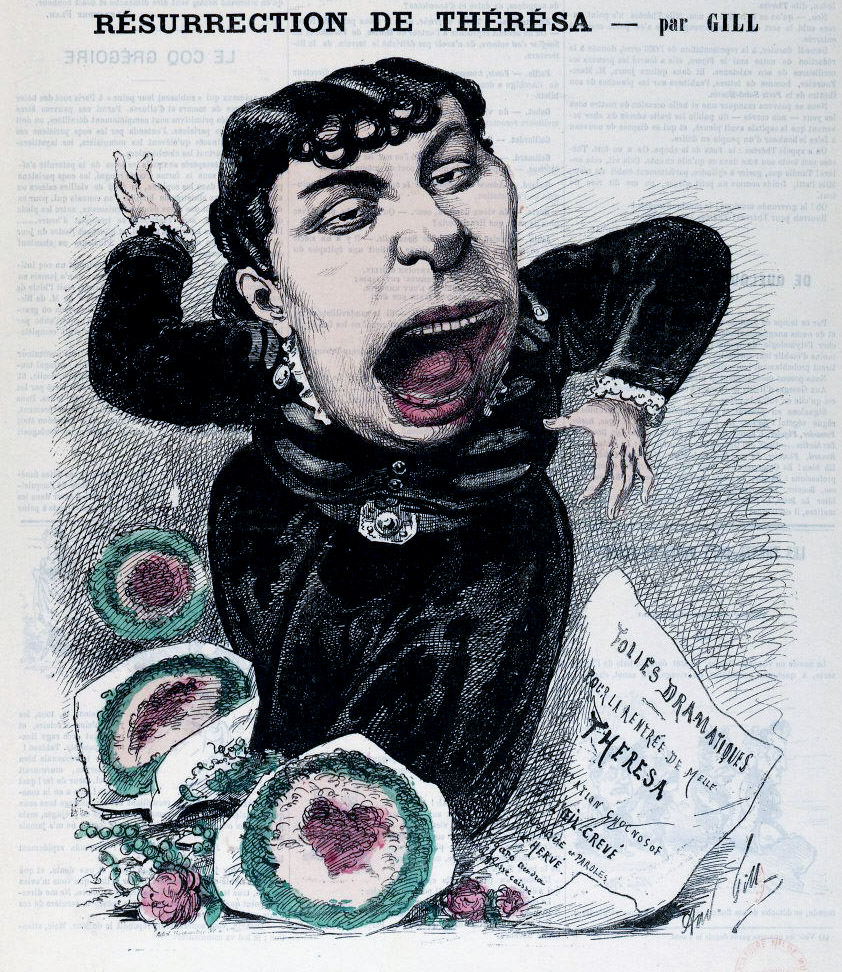
Caricature par André Gill (1867).
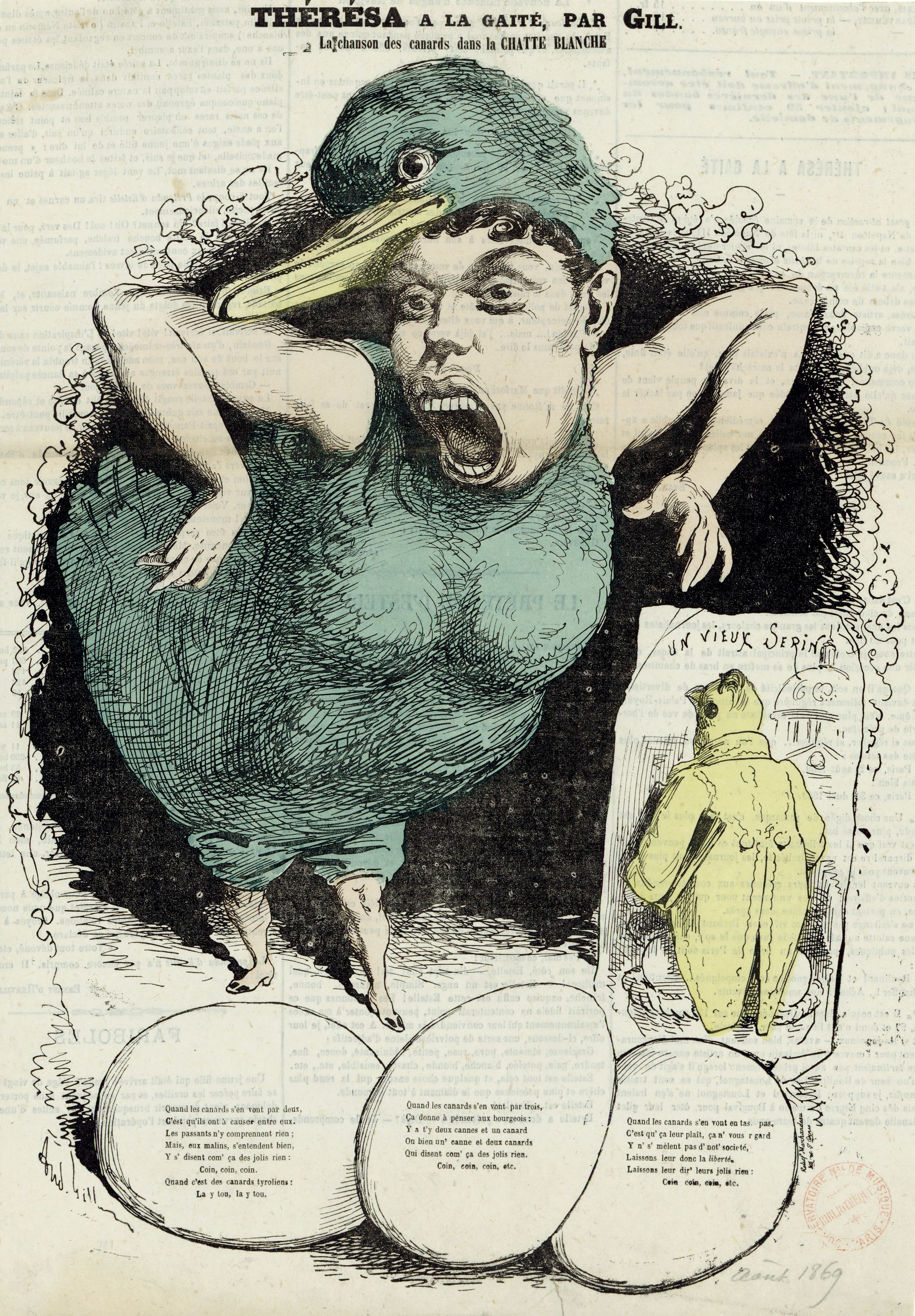
Caricature par André Gill (1869).
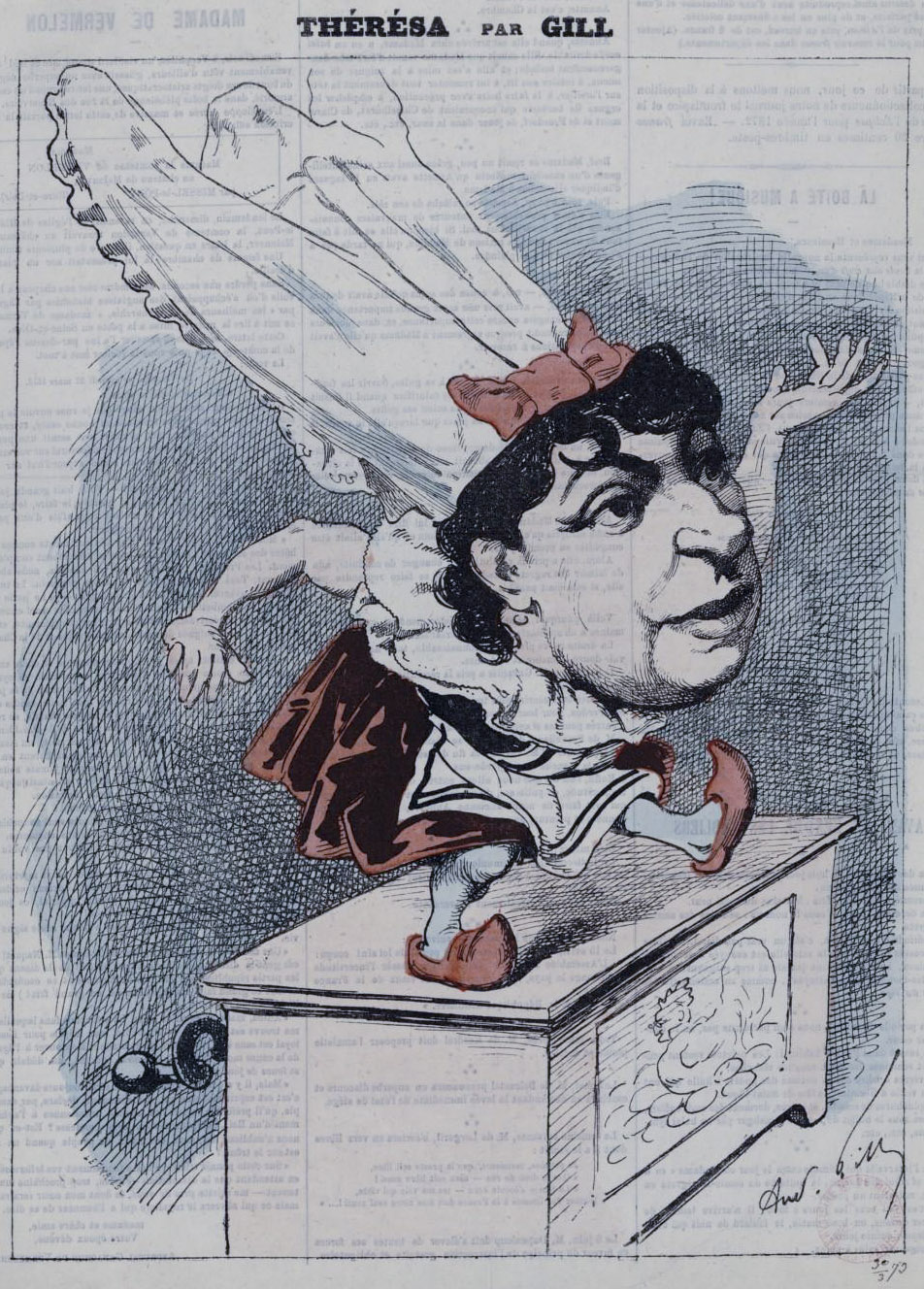
Caricature par André Gill (1873).
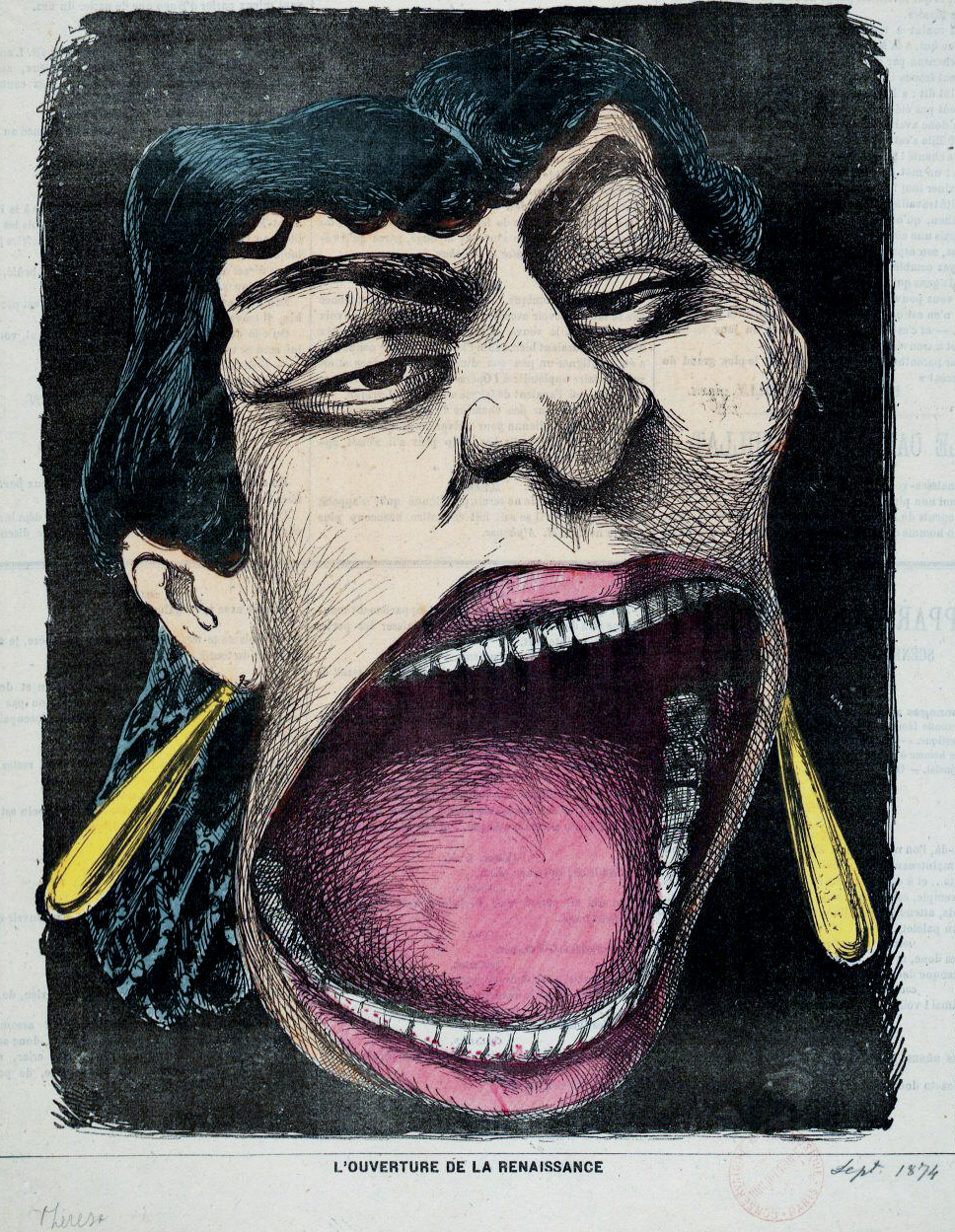
Caricature par André Gill (1874).
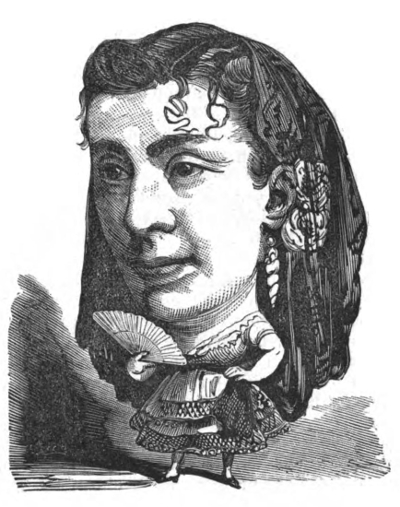
Caricature dans Le Trombinoscope de Touchatout (1873).
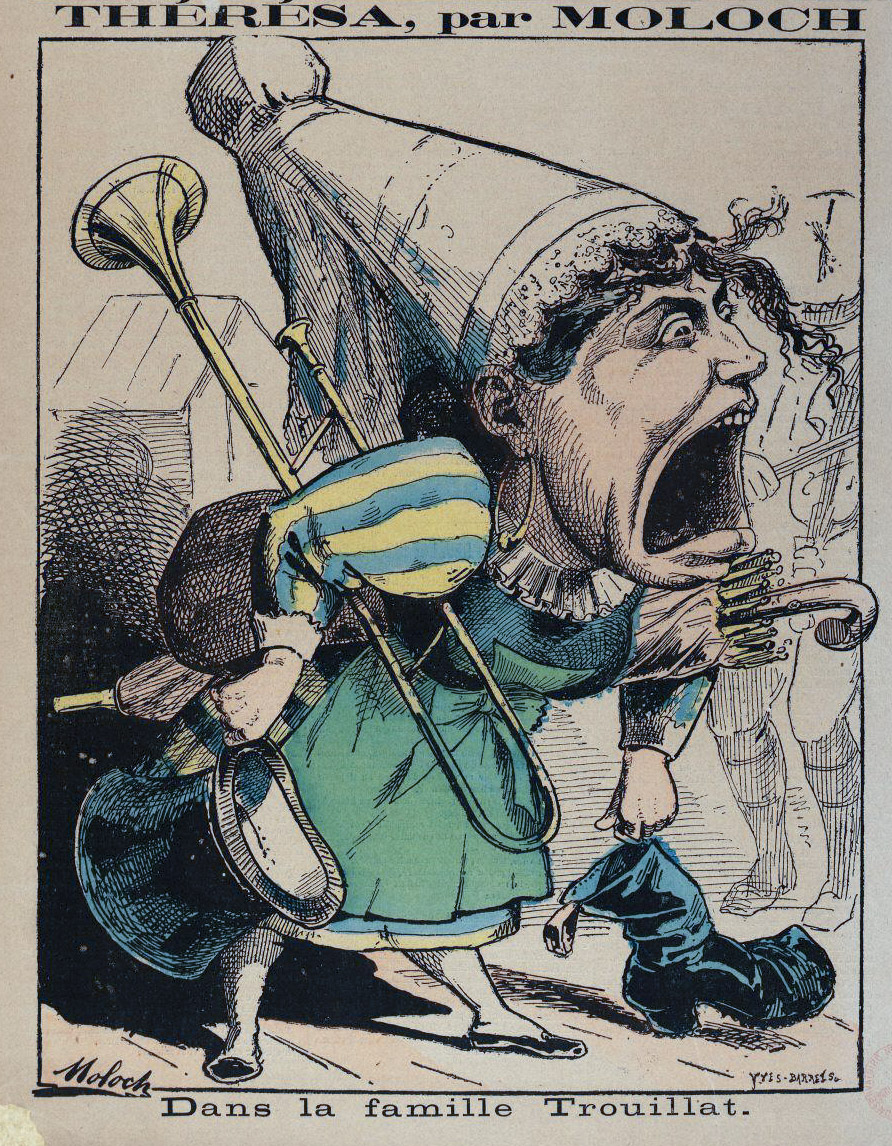
Caricature par Moloch (1874)

## Postérité
Plusieurs chansons de Thérésa ont été reprises et enregistrées ; par exemple, Rien n'est sacré pour un sapeur (1884, paroles de Louis Houssot, musique d'Auguste de Villebichot) par Henriette Leblond en 1927 ; Le Chant du Pâtre, Idylle rustique (1884, paroles de Louis Capet, musique de Marcel Legay, par Gaston Habrekorn en 1902.

## Sources historiques
- Mémoires de Thérésa, écrits par elle-même, Paris, E. Dentu éditeur, 1865 - lire sur Gallica.
- Thérésa et ses chansons, Paris, Le Bailly éditeur, 1866
- Les Femmes du jour n° 2, Paris, L'Éditeur parisien, avril 1886.